# Groupe mobile de police rurale
Pour les articles homonymes, voir Groupe mobile.
Les Groupes mobiles de police rurale (GMPR) étaient des supplétifs de l'armée française durant la guerre d'Algérie. Ils sont devenus des groupes mobiles de sécurité. Leur organisation ressemblait à celle d'une section de l'armée française : commandement par un officier subalterne, encadrement par des sous-officiers. Les GMPR ne dépendaient pas du chef de secteur où ils opéraient, mais seulement de l'État Major ou du ministère. Ils court-circuitaient donc la lourde administration militaire ou civile ce qui leur donnait d'être rapides et efficaces. Ce qui pour ce genre de conflit, permettait des bilans appréciés des autorités.
Appelés aussi « police du bled » et faisant partie par extension des Harkis, ce sont essentiellement des gardes ruraux.